# Yūsei Uchida
Yūsei Uchida (japanisch 内田 優晟 Uchida Yūsei; * 19. November 2004 in Ishioka, Präfektur Ibaraki) ist ein japanischer Fußballspieler.

## Karriere
Yūsei Uchida erlernte das Fußballspielen in der Jugendmannschaft von Mito Hollyhock. Hier unterschrieb er am 1. Februar 2023 seinen ersten Vertrag. Der Verein aus Mito, einer Stadt in der Präfektur Ibaraki, spielt in der zweiten japanischen Liga. Sein Zweitligadebüt gab Yusei Uchida am 16. September 2023 (35. Spieltag) im Auswärtsspiel gegen Vegalta Sendai. Bei dem 1:0-Auswärtssieg wurde er in der 89. Minute für Keita Buwanika eingewechselt. Ende Mai 2024 wechselte er auf Leihbasis bis Saisonende 2024 zum Viertligisten Kōchi United SC. Am Ende der Saison 2024 wurde er mit dem Verein aus Kōchi Vizemeister und qualifizierte sich für die Aufstiegsspiele zur dritten Liga. Hier konnte man sich gegen den Drittligisten YSCC Yokohama durchsetzen und stieg somit in die dritte Liga auf. Nach der Ausleihe kehrte er Anfang 2025 zu Mito zurück.

## Erfolge
Kōchi United SC
- Japanischer Viertligavizemeister: 2024  ▲